# Xenopsylla petteri
Xenopsylla petteri är en loppart som beskrevs av Lumaret 1962. Xenopsylla petteri ingår i släktet Xenopsylla och familjen husloppor. Inga underarter finns listade i Catalogue of Life.